# Euphoria humilis
Euphoria humilis är en skalbaggsart som beskrevs av Blanchard 1850. Euphoria humilis ingår i släktet Euphoria och familjen Cetoniidae. Inga underarter finns listade i Catalogue of Life.